# Jean Paul de Bruijn
Jean Paul de Bruijn (* 14. März 1965 in Hulst) ist ein niederländischer Karambolagespieler, Weltmeister und siebenfacher Europameister im Einband.

## Karriere
De Bruijn tritt sowohl in Dreiband- als auch in Einband-Turnieren an.
Seine bislang größten Erfolge im Einband sind der Weltmeistertitel 2007, sowie der Europameistertitel 2001, 2002, 2003, 2005, 2006 und 2007. Im Dreiband wurde er 2005 Vizeweltmeister.
Darüber hinaus ist er mehrfacher niederländischer Meister (8-mal im Einband, 2-mal im Cadre 47/2 und einmal im Mehrkampf).

### UMB-Sperre 2019
Er unterschrieb im Frühjahr 2019 einen Vertrag bei der neu gegründeten Professional Billiards Association (of Korea) PBA. Da die PBA kein Mitglied der Union Mondiale de Billard (UMB) ist, werden Spieler, die an PBA-Turnieren teilnehmen, mit einer Sperre von einem Jahr je Turnierteilnahme, maximal aber drei Jahren, belegt. Damit endete seine UMB-Spielzeit zum Ende der Saison 2018/19.

### Bundestrainer
Nachdem Raimond Burgman und Barry van Beers sich im März 2021 nicht mit dem Vorstand des KNBB und der Abteilung Dreiband über eine weitere Beschäftigung als Bundestrainer einigen konnten, wurde de Bruijn, gemeinsam mit Christ van der Smissen als neue Bundesjugendtrainer berufen.

## Erfolge
- Dreikampf-Weltmeisterschaft für Nationalmannschaften:  1995
- Einband-Weltmeisterschaft:  2007  2009, 2014
- Dreiband-Weltcup (Einzelsiege):  2005/4, 2006/4, 2008/5, 2023/5
- Einband-Europameisterschaft:  2001, 2002, 2003, 2005, 2006, 2007  2012, 2017  1993, 1994, 1995, 1996, 2004, 2013